# Sä kuulut päivään jokaiseen
Sä kuulut päivään jokaiseen est une chanson du chanteur finlandais Eino Grön. Elle est sortie en format disque vinyle 45 tours en 1966 sur le label musical Scandia, accompagnée en face B de la chanson Kadonnut unelma. La chanson a été écrite par Juha Vainio et composée par Reino Markkula.